# アカルイミライ
『アカルイミライ』は、2003年公開の黒沢清監督・脚本による日本映画。

## 概要
2001年の映画『回路』で第54回カンヌ国際映画祭国際批評家連盟賞を受賞し、世界的に注目されるようになった黒沢清監督の2年振りの作品で、オダギリジョーの映画初主演作である。第56回カンヌ国際映画祭（2003年）のコンペティション部門に正式出品された。日本国内で公開された115分バージョンと、海外で公開された92分バージョンが存在する。いずれも監督本人による編集である。
本作の制作過程を撮影したドキュメンタリー映画『曖昧な未来、黒沢清』が藤井謙二郎監督により製作され、2003年2月28日に劇場公開された。

## あらすじ
仁村雄二（オダギリジョー）は、漠然とした苛立ちを抱えながら、東京のおしぼり工場で働いている。雄二が心を許せる存在は、同僚の有田守（浅野忠信）だけである。守は雄二に「待て」と「行け」の合図を指の動きで伝えるようにした。ある日、社長の藤原耕太（笹野高史）が守のアパートを訪ねてくる。雄二は、アカクラゲの水槽に手を入れようとした藤原を制止しようとするが、守の「待て」の合図によって思いとどまる。その一件が原因で、後日、藤原は守を解雇する。怒りに駆られた雄二が鉄パイプを持って藤原の自宅へ向かうと、藤原夫妻はすでに殺されていた。やがて、しばらく姿を消していた守が殺人容疑で逮捕され、刑務所に収監される。雄二が面会に訪れて守を励まそうとしても、守は淡々とクラゲの飼育方法を雄二に教えるばかりである。守の言動が理解できない雄二は、水槽を倒し、守から託されていたクラゲを床下に放つ。その後、守が刑務所内で自殺する。その指先は、「行け」の合図を伝えるかたちに針金で固定されていた。
守の葬式で呆然としている雄二の前に、有田真一郎（藤竜也）が現れる。守の父親である彼は、離婚して以降、刑務所の面会室で再会するまでは守と疎遠だったという。雄二は、家電リサイクル業を営む真一郎と共同生活を始める。雄二がようやく新しい仕事に慣れてきた頃、二人はクラゲの飼育をめぐって対立する。街を徘徊するようになった雄二は、ゲーム・センターで知り合った男子高校生たちに慕われ、一緒に深夜の会社へ不法侵入する。警察に補導される高校生たちを尻目に、雄二だけは警察に捕まることなく逃げる術をいつのまにか体得していた。そんな折、床下に放たれたクラゲは成長し、河川で増殖を続けていた。その姿を見て興奮した真一郎は、彼を追いかける雄二の制止も聞かず、水中のクラゲに触れて昏倒する。真一郎を岸辺に引き上げた雄二は、彼を胸に抱いた姿勢のまま、その場に座り込み、海を目指して泳ぐクラゲの大群を無言で見守る。
学生服の下にチェ・ゲバラのTシャツを着た男子高校生たちが、雄二の存在を懐かしく思い出しながら、大通りを歩いてゆく。

## スタッフ
- 監督・脚本・編集：黒沢清
- プロデューサー：浅井隆、野下はるみ、岩瀬貞行
- エグゼクティブプロデューサー：浅井隆、小田原雅文、酒匂暢彦、高原建二
- アソシエイトプロデューサー：藤本款
- 撮影：柴主高秀
- 美術：原田恭明
- 衣装：北村道子
- 音楽：パシフィック231（蓮実重臣、三宅剛正）
- 主題歌：THE BACK HORN 『未来』
- アカルイミライ製作委員会：アップリンク、デジタルサイト、クロックワークス、読売テレビ

## キャスト
- オダギリジョー：仁村雄二
- 浅野忠信：有田守
- 藤竜也：有田真一郎
- 笹野高史：藤原耕太
- 白石マル美：藤原冴子
- りょう：軽部
- 加瀬亮：有田冬樹
- 小山田サユリ：美穂
- はなわ：高木ケン
- 森下能幸：森
- 佐藤佐吉：リサイクル店社長
- 三島ゆたか：弁当屋の客
- 松山ケンイチ：ジュン
- ユージ（永井有司）：誠

## 受賞、ノミネート
- 第56回カンヌ国際映画祭（2003年）コンペティション部門正式出品
- 第13回日本映画プロフェッショナル大賞
  - 作品賞
  - 監督賞（黒沢清）
  - 主演男優賞（オダギリジョー、藤竜也）

## その他
藤竜也が、車の中で宮沢賢治の『星めぐりの歌』を歌っている。